# Centre Mèdic Soroka
El Centre Mèdic Universitari Soroka (en hebreu: המרכז הרפואי האוניברסיטאי סורוקה) és un hospital de Beerxeba, Israel. És el centre mèdic més gran de la regió del sud del país, i el quart més gran d'Israel amb aproximadament 1,000 llits. És propietat de Clalit Health Services, l'organització de salut més gran d'Israel. Soroka ofereix assistència mèdica als membres de totes les poblacions de la regió; els beduïns del Neguev, i els palestins de Cisjordània i la Franja de Gaza.
És un centre d'ensenyament que està afiliat amb la Facultat de Ciències de la salut de la Universitat Ben-Gurion del Nègueb, el campus de la universitat es troba en una àrea al costat de l'hospital.

## Centre per al tractament del càncer
El centre mèdic Soroka té prevista la posada en marxa d'un centre per al tractament del càncer. Per tractar un pacient que viu a l'extrem sud del Nègueb, cal recórrer aproximadament 221 milles fins a arribar a un hospital situat al centre del país. Quan s'inauguri el nou centre per al tractament del càncer a Beerxeva, hi haurà més quantitat d'espai per a dur a terme els tractaments, atenció ambulatòria per a pacients externs, pacients hospitalitzats i hematologia, centres de trasplantament de medul·la òssia, equips avançats, farmàcia oncològica, laboratoris ampliats, àrees confortables, tallers ocupacionals, habitacions i noves teràpies. Després de la seva inauguració, aquesta part de l'hospital inclourà quatre plantes: una planta ambulatòria, una d'oncologia i una altra d'hematologia, així com atenció ambulatòria, hospitalització d'oncologia, hematologia i atenció hospitalària.

## Centre per al tractament dels traumes Milstein
El centre porta el nom de Vivian i Seymour Milstein, aquest centre ha estat creat per tractar nens i als adolescents. Els traumes són diversos, accidents de trànsit, cremades greus, i atacs terroristes. A través de l'experiència d'un psiquiatre, un psicòleg de rehabilitació, un terapeuta de l'art, i els treballadors socials, el Centre per al Tractament del Trauma Milstein, ha ajudat els pacients a suportar i a superar les experiències traumàtiques. Els membres de l'equip van sovint a la vila de Sederot, per a la cura dels nens que hi viuen i que han estat afectats pels atacs de míssils.

## Centre pediàtric Saban
Aquesta instal·lació pediàtrica va ser construïda després de rebre un donatiu de 14 milions de dòlars fet per part del magnat i filantrop Haim Saban. El centre ofereix atenció pediàtrica a la població beduïna del Nègueb. Aquesta regió del sud és la llar de 400,000 nens, això fa que aquest centre pediàtric sigui molt necessari.

## Centre de salut neonatal i maternal
El centre mèdic Soroka té previst inaugurar un centre d'atenció per a la salut materna i neonatal. Ja que aquest centre està situat al sud d'Israel, on els habitants són més propensos a patir l'atac dels míssils, es va construir una instal·lació a prova de míssils, per garantir la seguretat dels pacients. A més dels plans per inaugurar la instal·lació a prova de míssils, l'hospital té previst ampliar les instal·lacions disponibles en aquest centre en particular. Hi haurà un augment en el nombre de llits, una zona neonatal, habitacions familiars individuals, espais oberts, sales de procediments, una farmàcia, un laboratori, una instal·lació per a la lactància materna, una zona de suport multidisciplinari, i un centre de formació mèdica. Totes aquestes obres són portades a terme per tal de millorar l'atenció neonatal. El centre mèdic Soroka és una de les maternitats amb més pacients d'Israel, ja que com a mitjana neixen en ella 35 nadons al dia. Aquest nou centre de salut neonatal i materna és crucial per a la població del sud d'Israel.

## Centre de fecundació artificial
El centre de fertilització artificial de l'hospital Soroka té un lloc destacat entre els millors centres mèdics. A la unitat de fecundació in vitro cal dur a terme reformes destinades a millorar les instal·lacions físiques i la infraestructura. L'objectiu és triplicar la mida de la unitat, específicament en termes de nombre de tractaments administrats i pacients atesos. Està previst afegir a aquest centre; sales d'espera, laboratoris, sales d'operacions, i sales de recuperació.

## Centre Nègueb per al tractament dels trastorns alimentaris
No existeixen centres especialitzats en el tractament dels trastorns alimentaris a la regió del Nègueb. El centre Nègueb per als trastorns alimentaris tractarà a pacients que pateixen trastorns relacionats amb l'alimentació. Els tractaments se centraran principalment en l'avaluació, el diagnòstic, i el tractament dels trastorns de l'alimentació, així com l'educació i la prevenció d'aquests trastorns.